# BLUE SPIRIT
BLUE SPIRIT（ブルースピリット）は、かつて存在した日本プロサッカーリーグ（Jリーグ）に加盟する徳島ヴォルティスの公式チアリーディングチーム。

## 概要
徳島ヴォルティスがJリーグに参戦した2005年に「VORTIS」として結成され、2006年に現在のチーム名に変更し、日本チアダンス協会から講師を招くなど本格的なチアリーディングチームとして始動した。メンバーはヴォルティスのボランティアスタッフも兼務しており、試合の出番がないメンバーも運営の手伝いを行っていた。
2022年をもって活動を一時休止した。

## メンバー

### 主なメンバー
- 上野優華 2014-2015[4]

### 歴代メンバー
2022年
| - まいこ（8年目、キャプテン） - りょうこ（11年目、ヴァイスキャプテン） - ほのか（5年目、ヴァイスキャプテン） - まみこ（12年目） | - とわ（8年目） - るな（5年目） - ひめか（4年目） - まい（4年目） | - ゆい（4年目） - あやみ（2年目） - まなみ（2年目） - ゆうゆ（2年目） |